# بخش کاپیتال (سانتیاگو دل استرو)
بخش کاپیتال (به اسپانیایی: Departamento Juan Francisco Borges) یک منطقهٔ مسکونی در آرژانتین است که در استان سانتیاگو دل استرو واقع شده‌است. بخش کاپیتال ۲٬۱۱۶ کیلومتر مربع مساحت و ۲۶۷٬۱۲۵ نفر جمعیت دارد.